# Acacia iteaphylla
Acacia iteaphylla é uma espécie de leguminosa do gênero Acacia, pertencente à família Fabaceae.